# Haus Berchum

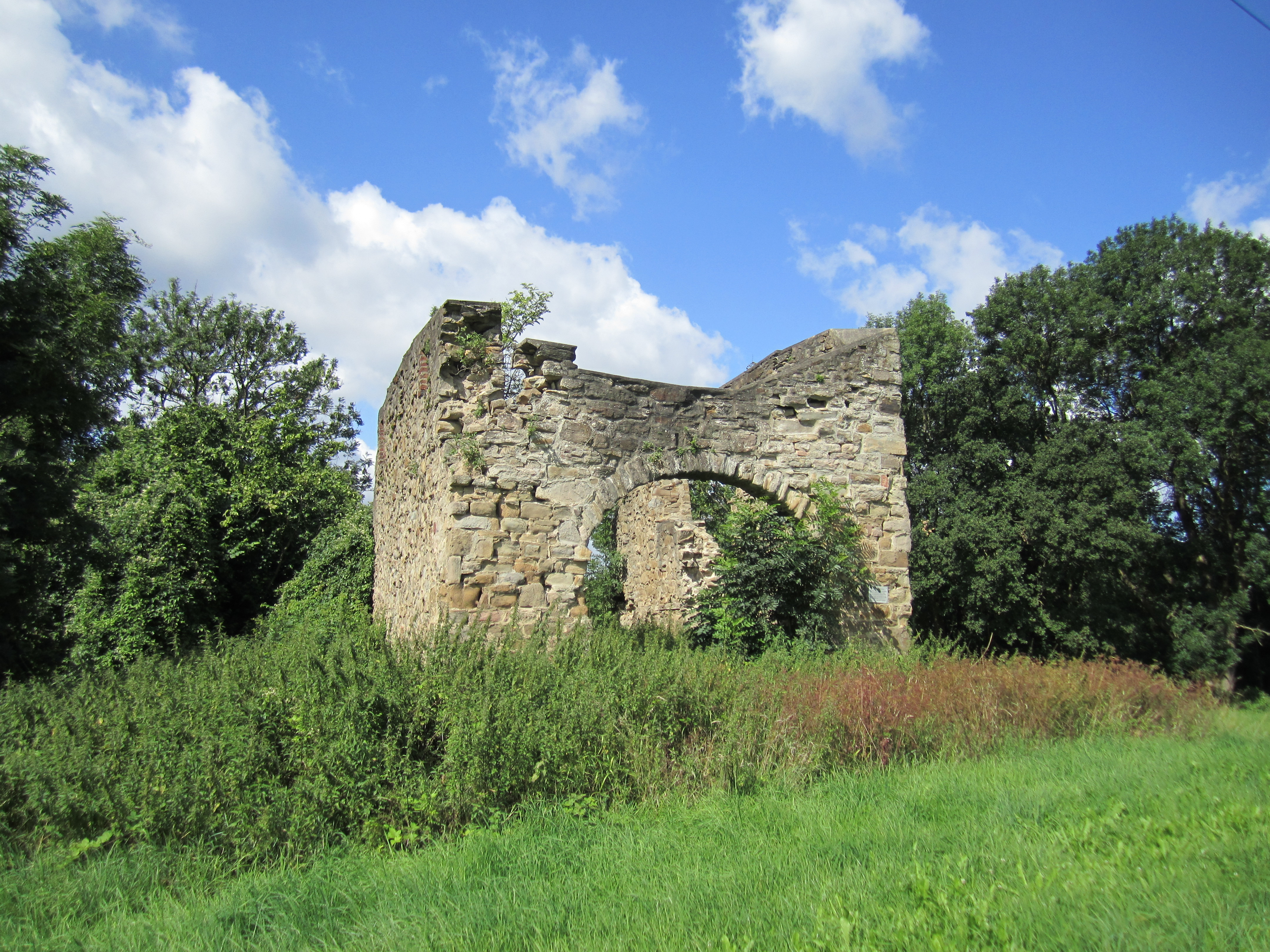
Überrest von Haus Berchum

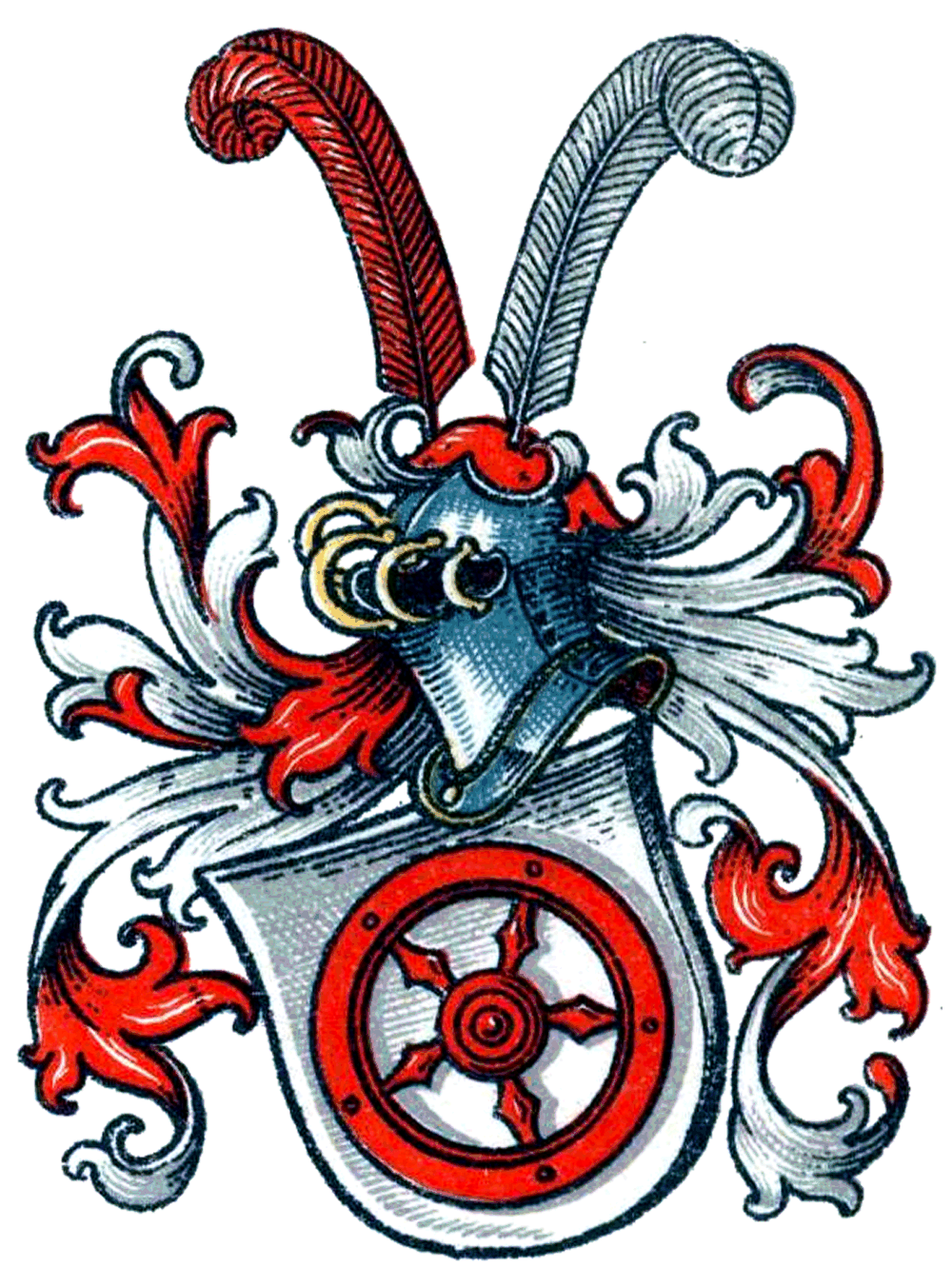
Wappen derer von Berchem

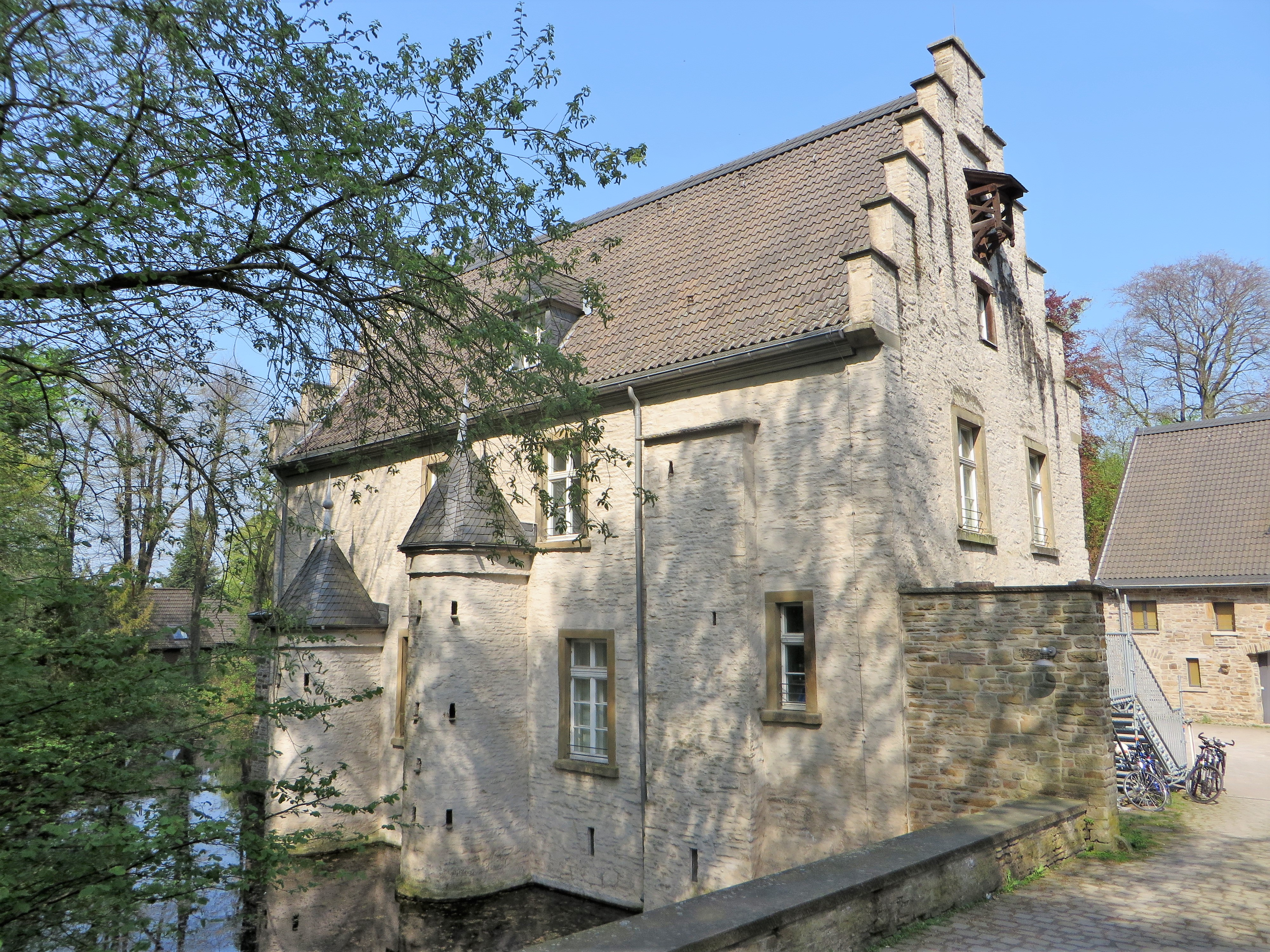
Wasserschloss Werdringen

Haus Berchum war ein ehemaliger Adelssitz im Stadtteil Berchum der Stadt Hagen und wurde erstmals 1243 erwähnt. Er gehörte dem Geschlecht derer von Berchem zu Berchum und anderen Adelsfamilien. Die Herren von Berchem waren Lehnsträger und Vasallen der Grafen von Isenberg-Limburg. Das Geschlecht soll mit den von Syberg, die auch ein Rad im Schild führen, gleichen Stammes sein. Hingegen ist es nicht stammesverwandt mit dem bayerischen Geschlecht von Berchem mit dem Schrägwellenbalken im Schild. Bis zum Berliner Vergleich mit Preußen 1729 war im Lenneraum Haus Berchum das einzige adelige Lehen der Limburger Grafen.

## Geschichte
Erstmals wurde am 1. Mai 1243 in einem Vergleich zwischen den Grafen Dietrich von Limburg und Adolf von der Mark urkundlich das Geschlecht mit Theodericus de Berchem erwähnt. Am 24. August 1244 erscheint Theodericus (Dietrich) in der Burgmannen-Liste des Grafen Dietrich von Limburg. Burgmann war er auch noch auf der Hohenlimburg von 1255 bis 1274. Als Zeuge siegelte Dietrich in Urkunden von 1259, 1266 und 1268. Gemeinsam dann mit Heinrich von Berchem von 1271 bis 1274. Dietrich von Berchem der Jüngere war um 1300 Burgmann der Grafen von Kleve. Gottschalk und sein Sohn Everhard von Berchem wurden 1291 und 1334 mit drei Höfen in Haßley belehnt. Hermann von Berghem war 1316 der siebte Propst des Klosters Elsey. Hermann ist Zeuge in einem Kaufvertrag, als das Kloster 1323 den Hof Gyldehus in Tospele für 29 Mark von Adolf gen. Vynke kauft.
Die Besitzungen der Herren von Berchum lagen überwiegend in Berchum, Boele, Haßley und Reh. In Berchum gehörte Hof Brenne vermutlich ursprünglich zum Haus Berchum, bis es vor 1450 mit einigen anderen Anwesen an die Linie von Berchem gen. Rocholz kam. Der Küchenhof Schulte-Rasche war Eigentum von Haus Berchum sowie ein Kotten des Hofes Dieckmann. Das zum Hause Berchum gehörende Gut Einhaus zwischen Berchum und Tiefendorf war ein limburgisches Lehen.
Eine Erbteilung im Laufe des 14. Jahrhunderts verzweigte das Geschlecht in die Linien Berchem gen. Trimpop (Berchum); Berchem gen. Rocholz (Gevelsberg), ab 1636 Berchem zu Werdringen und Rocholz, ab 1693 auch Berchem zu Stockum; Berchem gen. Berghoge (bei Hörde); Berchem zu Werl und Berchem zu Aprath.
Linie Rocholz
Im Jahre 1367 wird erstmals Hermann von Berchem mit gen. Rockholl (Rauchloch) erwähnt. Gottschalk von Berchem gen. Rockholz war 1371 Siegelzeuge in einer Urkunde des Klosters Gevelsberg. 1373 war Gottschalk Besitzer des Rittergutes Rocholz in Berge. Die Brüder Berend und Hinrich von Berchem gen. Rockhole sind 1388 Burgmänner in Wetter und Helfer des Kölner Erzbischofs in dessen Fehde mit der Stadt Dortmund. Berthold von Berchem gen. Rockholz auch gen. der Schulte siegelte Urkunden zwischen 1419 und 1440. Im Jahr 1420 ist Berthold Bürge vor dem Grafen von Limburg. Am 26. Januar 1449 verpfänden Johann und Heinrich von Berchem gen. Roekholl ihren Erbteil, die Hälfte ihres Hofes zu Reh (Rockholtshove, Hof Humme), an das Elseyer Stift. Ende des 15. Jahrhunderts war Johann von Berchem gen. Rocholl Kanoniker im Kloster Cappenberg und ab 1490 Pastor in St. Willibrordi zu Wesel. 1538 wurde Henrich von Berchem erwähnt. Dessen Sohn Diederich († 1553) war Ordensritter. Auch Heinrichs zweiter Sohn Caspar war Ordensritter, hatte aber später mit päpstlicher Erlaubnis resigniert und Elisabeth von Grüter geheiratet. Während des Dreißigjährigen Krieges führte im Jahr 1631 Johann Wilhelm von Berchem als Ritt- und Obristwachtmeister eine Kompanie im kurbayerischen Erwitteschen Regiment. Im Februar 1634 starb Johann Wilhelm als Obristleutnant bei dem Sturm kaiserlicher Soldaten auf Haus Lüdinghausen.
Ab 1636 bewohnten und bewirtschafteten die von Berchem die Hälfte von Haus Werdringen, ein Afterlehen der Herren von der Recke. Die andere Hälfte, in Besitz der Herren von Grüter, konnte die Familie 1692 durch Heirat mit der Erbtochter Grüter zu einem Gesamtbesitz vereinigen. 1637 wurde der kaiserliche Oberstleutnant Adolph Diederich von Berchem, Herr zu Werdringen und Rocholl erwähnt, und von 1653 bis 1691 dessen Sohn der kurbrandenburgische Oberst Wilhelm Diederich von Berchem († 1722). Ihm wurde 1674 und 1681 der Kohlenbergbau am Kaisberg erlaubt. Der Sohn Johann Adolph Stefan Otto starb im Jahr 1723. Dessen Sohn Johann Friedrich Mordian († 1775) war Herr zu Stockum, Werdringen und Bynckhoff, sowie Landratskandidat 1766–1772. Ihren Berchumer Besitz verkaufte die Familie 1751 an den Landesherrn der Grafschaft Limburg. Der letzte mit Werdringen belehnte männliche Vertreter der Familie, Freiherr Dietrich Johann Goswin von Berchem, starb am 27. Februar 1789 hochbetagt auf Schloss Werdringen. Nach mehrjährigen Rechtsstreitigkeiten mit Nachfahren der Herren von Berchem wurden der Adelssitz und die zugehörigen Güter 1798 nach Bestätigung durch Preußen endgültig den Freiherren von der Recke zugesprochen.
Linie Berghoge
Dieterich und Heinrich von Berchem gen. Berghoge, Gottschalks Söhne, werden von 1374 bis 1380 erwähnt. Sie verkauften 1380 ihr Gut Respinch in Berghofen für 158 Mark an das Kloster Clarenberg. In den Jahren von 1393 bis 1400 ist ein Hermann de Berghem gen. Berghoge nachweisbar. Herzog Wilhelm von Jülich übergab Hermann von Berchem im Jahr 1395 dem Grafen Dietrich zu Limburg zum Dienstmann. Als Drost und Richter zu Hörde und Unna siegelte Hermann 1396 eine Urkunde mit dem Kloster Cappenberg.
Linie Werl
Gerwini de Berchem zu Werl zeugte 1338 in einer Urkunde mit dem Kloster Himmelpforten. Sitz der Familie war ein Burglehen in Werl. Gerwins Sohn der Knappe Peter de Berchem siegelte 1387 eine Urkunde mit dem Kloster Welver. 1392 quittiert Peter dem Herzog von Berg über Schadensersatz und schwört Urfehde. Gerwins Bruder Dietrich von Berchem zu Werl, Kriegsgefangener des Grafen Johann von Kleve, schwört am 28. August 1366 Urfehde. Im Jahre 1380 verkaufte Dietrich seinen Hof zu Holtum mit vier Kotten und Zubehör, ein Lehen des Grafen von der Mark, an das Kloster Himmelpforten.
Linie Aprath
Nach 1435 ist ein Familienzweig in Besitz von Haus Aprath. Sie nennen sich von Berchem zu Aprath, später auch von Berchem zu Averdick, Aprath und Furth. Das Gut Furth war der Viehhof von Haus Aprath. Heinrich von Aprath und Furth war in 1. Ehe verheiratet mir Margrete von Neuhoff, genannt dey Duve, in 2. Ehe mit Katharina von und zu Schöller. Nach dem Tod Heinrichs im Jahr 1501 erbten den Rittersitz gemeinsam die Geschwister Hermann († 1541), Johann und Elisabeth. Sie war verheiratet mit Johann Quadt aus dem Hause Rode. Im Jahr 1504 verlieh Herzog Wilhelm von Jülich-Berg Johann und seiner Frau die Mühlengerechtigkeit. Nach dem Tode Elisabeths kam Haus Aprath vollständig an Johann Quadt. Als letztes Mitglied der Aprather Linie siegelte 1576 der Enkel Heinrichs Werner von Berchem als Vogt des Amtes Jülich einen Erbvergleich. Er war verheiratet mit Theodora von Giessen. Erbtochter Maria heiratete Bernd von der Heyden gen. Rinsch zu Engelsem.
Linie Trimpop
Die Berchumer Linie mit Berthold von Berchem gen. Trympop war 1364 mit drei Höfen in Haßley und dem limburgischen Gut Einhaus belehnt. Am 6. Juni 1372 verschreibt Simon von Berchem dem Stift Elsey eine jährliche Rente; 3 Malter Roggen und Gerste aus dem Gut zu Haßley. Am 24. Mai 1381 empfängt Dietrich von Berchem von Graf Dietrich von Limburg das Gut zu dem Dieke im Kirchspiel Schwerte zu Mannlehn. Dietrich I. von der Mark belehnte 1386 Dietrich mit einem Burglehn zu Dinslaken. Im Jahr 1397 zeugte Dietrich in einer Schwursache als Amtmann zu Lennep. 1409 sagten Dietrich und andere der Stadt Köln wegen der Sache einer Verunrechtung Fehde an. 1410 bürgte für Dietrich der Knappe Johann, Herr  zum Busche. Im gleichen Jahr verkaufte Dietrich der Äbtissin und dem Konvent des Klosters Fröndenberg Besitzungen in Bösperde für 460 Goldgulden. Dietrich war auch mit Gut Einhaus in Berchum, einem Hof in Halden und in Reh belehnt (de nederste hove, Niederköppern). Dietrichs Sohn Heinrich wurde von 1401 bis 1449 genannt. Am 23. April 1436 schenkte Hinrich von Berchem gen. Trympop zu seinem Seelenheil der Elseyer Kirche ein Morgen Land am Kirchhof. Als Heinrich um 1450 starb, erlosch der Familienzweig im Mannesstamm. Heinrichs Tochter Aleke (Adelheit), verheiratet mit  Johann von dem Rodenberg (Romberg), erbte Haus Berchum. Am 2. August 1451 wurde Johann von dem Rodenberg mit Gut Einhaus und dem Zehnten zu Berchum belehnt.
Nach der Familie von Romberg kam Haus Berchum durch Heirat an die von Wrede und ab 1703 durch Heirat an die von Kettler zu Gerkendahl. Im Jahre 1792 erwarb der Viehhändler Schmidt den Adelssitz von der Witwe Kettler, verkaufte ihn aber schon ein Jahr später an das Elseyer Stift, die dadurch vor allem eine Stimme im Landtag der Grafschaft Limburg erhielten.
Der Historiker Johann Dietrich von Steinen schrieb in seiner 1760 geschriebenen Westphälische Geschichte über Haus Berchum: „Das Schlos Berchem, neben dem Kirchdorf gelegen, ist meines Erachtens das Stamhaus der noch vorhandenen Ritterfamilie v. Berchem. Nachhero ist es an die v. Romberg gekommen. Anna Sophia, Johan v. Romberg Tochter, brachte es durch Heyrath an Johan v. Wrede zu Fronspert, und eine Fräulein v. Wrede brachte es eben also an Moritz v. Kettler zum Gerckendael, dessen Nachkommen es noch besitzen“.
Die verfallenen Gebäude wurden im 19. Jahrhundert abgetragen. Ein spärlicher Gebäuderest diente zuletzt noch als Speicher. Dessen Ruine wurde 1971 auf Veranlassung des Heimatpflegers Ernst Dossmann mit finanzieller Hilfe des Landeskonservators restauriert.
Die Ruine des Adelssitzes liegt unweit der Straße „Kockenhof“ im Landschaftsschutzgebiet „Berchumer Heide, Reher Heide“.